# 四保戸村
四保戸村（よほとむら）は、大分県北海部郡にあった村。現在の津久見市の一部にあたる。

## 地理
- 海洋：津久見湾 [2]
- 島嶼：保戸島[2]
- 半島：四浦半島[2]

## 歴史
- 1889年（明治22年）4月1日、町村制の施行により、北海部郡四浦、保戸島が合併して村制施行し、四保戸村が発足[1][2]。旧村名を継承した四浦、保戸島の2大字を編成[2]。
- しかし役場の位置問題が発生し、1892年（明治25年）10月28日、四保戸村を二分割し、大字四浦が村制施行して北海部郡四浦村を、大字保戸島が村制施行して北海部郡保戸島村をそれぞれ新設して廃止された[1][2]。

### 地名の由来
合併村名の文字を組み合せたもの。